# Parawithius coniger
Parawithius coniger es una especie de arácnido del orden Pseudoscorpionida de la familia Withiidae.

## Distribución geográfica
Se encuentra en Brasil.